# Kerivoula pellucida
Kerivoula pellucida — вид рукокрилих родини Лиликові (Vespertilionidae).

## Поширення
Країни поширення: Бруней-Даруссалам, Індонезія (Ява, Калімантан, Суматра), Малайзія (Сабах, Саравак), Таїланд, Філіппіни. Як правило, залежить від первинних лісів.

## Загрози та охорона
Цей вид залежить від первинних лісів, які втрачаються у зв'язку з рубками, насадженням плантацій, перетворення в землі сільського господарства та лісовими пожежами. Цей вид зустрічається в природоохоронних територіях по всьому ареалу.